# União Desportiva de Leiria
Maillots
Actualités
L'União Desportiva de Leiria, couramment abrégé « União de Leiria » ou « UD Leiria », est un club de football portugais. Fondé à Leiria en juin 1966, il est issu de l'intégration du Sporting Leiriense respectivement créé en 1936, pour former le nouveau club de la ville de Leiria.
Passée discret du Sporting Clube Leiriense, qui évolue principalement dans les bas fonds du district. En 1966, l'UDL est créée et participe pour sa deuxième saison à remporter le titre de champion du district. Deux saisons plus tard le club est promu en deuxième division. Longtemps en deuxième division, l'União parvient à être promu et participe à la première division pendant la saison 1979-80. Quelques relégation le mène en deuxième division de nouveau. La création de la nouvelle deuxième division, Leiria parvient à obtenir la promotion pendant la saison 1993-94. Les premières participations européennes à l'image de la Coupe Intertoto. Les leirienses remporte la deuxième division pendant la saison 1997-98. Les plus belles saisons se réalisent à la cinquième place du classement en 2000-01 et 2002-03. À la tête, Manuel Cajuda parvient à mener ses hommes en finale de coupe nationale, et celle de supercoupe. Ce sont les plus belles années du club qui s'écrivent, et l'União découvre la Coupe UEFA. Leiria subit par la suite des difficultés financières. Le stade incite un important budget au club qui incite l'União vers sa chute dans le professionnalisme.
Le club est présidé depuis 2012 par Mário Xavier Cruz. Les leirienses, surnom attribué aux joueurs évoluant sous le maillot du club, sont entraînés depuis l'été 2012 par Ricardo Moura, entraîneur lui-même passé par le club pendant la saison 2002-03 pour diriger les U 19.
Jouant d'abord dans l'ancien Estádio Dr. Magalhães Pessoa, l'UDL en vue de l'organisation de l'Euro 2004, qui s'organise au Portugal, le stade de Leiria est sélectionné pour accueillir cette compétition. Dans un premier temps détruit, l'équipe se réfugie à Marinha Grande, à l'Estádio Municipal da Marinha Grande deux saisons pour laisser place à la construction d'un nouveau stade de 30 000 places. Deux saisons plus tard en 2003, le club revient évoluer dans son stade d'origine. Les difficultés financières apparaissent sous l'ère Bartolomeu, et l'équipe se réfugie de nouveau à Marinha Grande, dans le même stade où elle a évolué deux saisons. Depuis 2012, après la fin du club dans le monde professionnel, le club évolue au Campo da Portela petit stade de 2 500 place se trouvant à Santa Catarina da Serra, petite paroisse se trouvant à l'est de Leiria.

## Repères historiques

### Débuts encourageants (1966-1979)
| \| Leiria \| Localisation de la ville de Leiria |
| Leiria                                          |

Durant l'été 1966, un groupe de fonctionnaires de la Banco Nacional Ultramarino (BNU) ont pris l'initiative de former une collectivité, sur le plan sportif qui puissent représenté avec dignité la ville de Leiria, pas seulement pour la ville mais aussi pour ses installations sportives. C'est dans ce sentiment que plusieurs clubs de la ville ont été contactées, le Sporting Clube de Leiriense (filial du Sporting Portugal), le Clube de Futebol Coliponense, le Ateneu Desportivo et le Sport Clube Leiria e Marrazes qui disputent tous alors le championnat de district 1965-66. Seul le Sporting Leiriense, a pris la décision de disparaître et d'intégrer le nouveau club qui devient l'União Desportiva de Leiria, tandis que les autres clubs n’adhèrent pas au projet. Ainsi, le 6 juin 1966 est créé officiellement l'União Desportiva de Leiria.
Le premier match officiel de la saison 1966-1967, s'est déroulé par un match amical face au AC Marinhense qui se finit par deux buts partout. Le premier effectif du club est composé de Orlando Rousseau, Vitorino Graça, José Familiar, Cardoso, Marcelino, Pinho, Veloso, Virgilio, Vitalino, França, Alexandre, Fernando João, Barreto et Encarnação sous les ordres de l'entraîneur António Saraiva, avec qui il obtient la 2e place en première division du district derrière le AC Marinhanense, qui se conclut par une brillante première place en phase de groupes en troisième division nationale. La montée en deuxième division se frôle à très peu, mais le club butte face au Tramagal SU en deux manches.
La saison suivante 1967-1968, le club remporte le titre de champion de district, par ailleurs elle dispute la même saison la troisième division nationale. Confirmant les premiers rôles l'União de Leiria réussit à obtenir la montée en deuxième division nationale pendant la saison 1969-1970, sous les ordres de l'entraîneur espagnol Miguel Bertral. Les premières saisons de l'UDL sont très significatives, et le club réalise deux belles saisons en finissant à la 3e place du classement,.
Depuis, l'União de Leiria gagne par la suite le statut « d'équipe redoutable » pour le bon football qu'elle pratiquait sur le terrain. Pendant de longues années, le club se stabilise en deuxième division nationale, cependant pendant la saison 1975-1976 l'UDL frôle de peu la relégation, en disputant les barrages de relégation mais en finissant premier devant de sa poule qui lui permet son maintien.
Pendant la saison 1978-79, le club réalise le championnat de deuxième division en finissant en tête avec un point d'avance sur le CF União de Lamas dans la zone centre. Ainsi l'União de Leiria obtient son billet pour la première division pour la première fois de son histoire. Toutefois le club finit 3e derrière le Portimonense SC et le Sporting Espinho vainqueur de la zone sud et de la zone nord, pour désigner le champion de deuxième division.

### Découverte de la première division, retour en deuxième division (1979-1994)
La première participation du club en championnat national de première division s'est déroulée pendant la saison 1979-1980, où l'União dispute son premier match le 26 août par une défaite (2-4) sur le terrain du Varzim SC. La première victoire de l'UDL s'effectue à domicile le 2 septembre face au Boavista FC (3-1). Le reste de la saison est moins glorieux que les années précédentes, le club ne peut éviter la relégation. Avec son statut de relégation, l'União Leiria retrouve la seconde division durant la saison 1980-81, et le club confirme en finissant premier et obtient de nouveau la promotion en première division.
Sous les ordres de Pedro Gomes, l'União effectue sa deuxième saison en première division. Dès le début de saison, le club effectue un mauvais départ, laissant ainsi une seizième place au club. Manuel de Oliveira prend en main l'équipe en cours de route, mais ne peut éviter la relégation et bon dernier du championnat durant la saison 1981-82.
L'União retrouve la deuxième division national de nouveau. Un mauvais début de saison colloque Leiria en deuxième milieu de tableau. Cependant, le club fait une belle remontée et entame victoires après victoires, cependant cela n'est pas suffisant et le club finit troisième du championnat, à quelques longueurs du Recreio de Águeda et de l'Académico de Coimbra. Depuis, l'UDL enchaîne les saisons en seconde division portugaise principalement finissant en première moitié de tableau, sans parvenir à obtenir la promotion dans la division supérieure.
Cependant, avec une deuxième place durant la saison 1984-85, le club obtient un billet pour disputer les barrages de promotions aux côtés du GD Chaves (2e de la zone nord), le Rio Ave FC (13e de D1) et l'União Madeira (2e de la zone sud). Les choses se passent mal pour Leiria car le club finit bon dernier, et restera maintenu en deuxième division. De nouveau durant la saison 1989-90, le club frôle de peu la promotion, en finissant troisième à deux points du SC Salgueiros et un point du Sporting Espinho après avoir longtemps été à lutte de la première place, sans jamais l'avoir atteint.
À la suite de la création d'une nouvelle deuxième division professionnel en 1990, la Liga de Honra, et à son bon classement la saison précédente le club fait partie des vingt clubs retenus pour cette première édition, où elle finira neuvième au général. Pendant la saison 1993-94, le club réalise un bon championnat à la lutte avec plusieurs clubs pour la promotion. À la 33e journée de championnat, trois clubs sont en lisse pour deux places en promotion. Le FC Tirsense déjà sacrée champion à une journée de la fin, l'União Leiria, le Rio Ave FC et le GD Chaves sont à la lutte. En remportant l'ultime rencontre face au Sporting Espinho, les hommes de Manuel Cajuda profitent du faux pas du Rio Ave FC pour obtenir la promotion grâce à cette victoire en retrouvant ainsi la première division, treize années après l'avoir quittée.

### La révélation, découverte de l'Europe (1994-2005)
Commandé par Vítor Manuel, l'União fait son grand retour en première division. Le club ne fait pas les choses à moitié, et réalise sa plus belle saison jusqu'à présent en finissant sixième du général donnant accès à la Coupe Intertoto. La saison suivante, l'UDL effectue sa grande première sur la scène européenne. Avec un bon bilan en Coupe Intertoto, deux victoires et deux matchs nuls, ce n'est pas suffisant pour pouvoir se qualifier, le club finit deuxième de sa poule derrière le SC Heerenveen qui compte un point de plus.
Le club reprend donc ses habitudes, au championnat et réalise une très belle saison, avec finalement une septième place mais surtout c'est en Coupe du Portugal où le club réalise une belle performance, en atteignant les demi-finales où ils chutent face au Benfica Lisbonne après prolongation à l'Estádio da Luz assommée par deux buts de Marcelo. La saison 1996-1997 est décevante, le club ne confirme pas ses années précédentes, et finit dix-septième du général synonyme de relégation. Ainsi l'União de Leiria retrouve la deuxième division.
Pendant la saison 1997-98, le club confirme que c'est le grand favori pour la montée. L'União n'y fait pas par quatre chemins et finit premier avec six points sur le SC Beira-Mar. Avec le trio, Emmanuel Duah-Reinaldo-Dinda auteur de onze buts chacun pendant la saison, Leiria réalise une très belle campagne en coupe. En éliminant le Boavista FC (D1) en deux manches, le club chute en demi-finale face au FC Porto (2-3). Pour son retour pendant la saison 1998-99, le club finit sixième au championnat.
Les saisons qui suivent, l'União confirme et réalise même sa meilleure saison pendant la saison 2000-2001 en finissant cinquième au général. La saison 2001-2002, le club réalise un très beau début de saison, commandé par José Mourinho. À la lutte pour la troisième place en cours de saison José Mourinho rejoint le FC Porto ou il s'y révélera les années qui suivent. Avec Mário Reis ce n'est pas le même succès, l'équipe enclenche même quatre défaites consécutives. Vítor Pontes est alors nommée et permet à Leiria de finir septième. L'União de Leiria connait alors là ces plus belles années depuis sa création en 1966.
La saison 2002-2003 est sans doute la plus belle de l'histoire du club, malgré une élimination rapide en Coupe Intertoto au premier tour face aux estoniens du Levadia Tallinn. Le club réalise une belle saison en finissant cinquième au général (où elle avait déjà répétée deux ans auparavant), l'União fait l'exploit d'aller jusqu'en finale de la Coupe du Portugal.
Sous les commandes de Manuel Cajuda, qui a déjà été à l'origine de quelques succès avec Leiria auparavant, cette fois-ci Leiria échoue en finale face au FC Porto par un but marquée contre l'ancien buteur de la saison précédente, Derlei.
Malgré la participation en finale de Supercoupe du Portugal face au FC Porto, où l'UDL perd (0-1). La même saison le club dispute pour la première fois de leur histoire la Coupe UEFA. Après une qualification face au nord-irlandais du Coleraine FC, les leirienses chutent en deux manches malgré la victoire à domicile face aux Norvégiens du Molde FK. Les saisons qui suivent de Leiria sont décevantes, l'União en frôle même la relégation pendant la saison 2004-05 en prenant l'ultime place non relégable.

### L'ère Bartolomeu, des difficultés financières (2005-2012)
Habitué de la Coupe Intertoto, l'União y participe une nouvelle fois. Elle affronte au 3e tour le Hambourg SV, mais s'incline à l'aller et au retour. José Gomes y fait un mauvais début de saison au point de vue championnat, Jorge Jesus reprend en main l'équipe et Leiria finit à la septième place du classement. L'UDL réédite une nouvelle fois sa septième place la saison suivante.
Par la suite, le club connait un coût de moins bien, mais pendant la saison 2007-08, le club remporte la Coupe Intertoto aux dépens des serbes du Hajduk-Rodic MB Kula. Ainsi par cette qualification le club participe à la Coupe UEFA. Après la qualification face au Maccabi Netanya, le club réalise tout de même l'exploit de vaincre le match retour face au Bayer Leverkusen qui s'imposa à l'aller, cependant le club fut éliminé à la suite des deux rencontres. La même saison, le club finit reléguée en deuxième division. Pendant la saison 2008-09, le club est longtemps malmené en deuxième division où pendant notamment la mi-saison en fin de tableau, le club réussit et notamment à la dernière journée de championnat à arracher la deuxième place, qui est synonyme de montée en première division. Sous l'ère du président Bartolomeu, la crise atteint Leiria et notamment le club n'arrive plus à payer pour jouer dans l'enceinte de l'Estádio Dr. Magalhães Pessoa. Par la même occasion, c'est ainsi que le club retrouve de nouveau le stade de Marinha Grande.
Pour combattre cela, le président met le stade en vente mais c'est sans réussite. Par la même occasion le club connais des difficultés financières notamment pour payer les joueurs à l'image de nombreux clubs portugais. C'est ainsi que par la suite de nombreux joueurs de Leiria résilie leur contrat et quitte le club pendant la fin de saison 2011-12, ou le club finit par la relégation en première division. Ainsi pendant la 29e journée, le club réalise un pari inédit dans le monde du football en entamant la rencontre avec huit joueurs face à onze, mais le score est sans appel victoire du CD Feirense par quatre buts à zéro.
Déjà relégué depuis un moment, le club de Leiria et la fédération se posent de nombreux problèmes à la suite des cas « Leiria ». L'hésitation de quitter le football professionnel, afin de rejoindre soit la troisième division (II Divisão) ou de rejoindre le district est fort mis en cause. Cependant le club de Leiria est le septième club portugais à quitter le football professionnel à la suite de difficultés financières, et des dettes. Le club évoluera la saison 2012-13 en troisième division nationale.

### La reconstruction (depuis 2012)
Déjà relégué de première division à la fin de la saison 2011-2012, le club de Leiria et la fédération se posent de nombreux problèmes à la suite des cas « Leiria ». L'hésitation de quitter le football professionnel, afin de rejoindre soit la troisième division (II Divisão) ou de rejoindre le district est fort mis en cause. Cependant le club de Leiria est le septième club portugais à quitter le football professionnel à la suite de difficultés financières, et des dettes. Le club évoluera la saison 2012-13 en troisième division nationale, et retrouve ainsi le statut d'amateur.
Durant la saison 2012-2013, est marquée par plusieurs changements dont le plus important est le déménagement du club au Campo da Portela, qui porte 2 500 places dans la paroisse de Santa Catarina da Serra à l'est de Leiria, laisser à l'abandon par l'União Serra qui a désister du football national. L'effectif a été remis à neuf avec la présence de 13 joueurs portugais pour la saison 2012-2013.

## Palmarès et records

### Palmarès
Le palmarès de l'UDL compte deux titres de champion du Portugal de deuxième division. L'União de Leiria remporte son premier trophée en deuxième division durant la saison 1980-1981. Elle le regagne à nouveau mais cette-fois, sous la création de la nouvelle deuxième division créée en 1990. Malgré deux trophées au point de vue national, le club remporte très peu de trophées néanmoins l'UDL réalise un bon championnat en finissant cinquième du championnat du Portugal durant la saison 2000-2001 et 2002-2003, qui sont les plus belles années du club.
Par ailleurs, le club a participé aux compétitions européennes sans toutefois en remporter, tel la Coupe UEFA ou la Coupe Intertoto. Le palmarès est également vierge au point de vue régional, au total le club détient deux trophées officiels.
| Compétitions nationales | Compétitions internationales | Compétitions régionales                                               |
| --- | --- | --------------------------------------------------------------------- |
| Compétitions actuelles - Championnat du Portugal (0) - Meilleure performance : 5e (2000-01, 2002-03) - Liga de Honra (1) - Champion : 1997-98 - Segunda Divisão (1) - Champion : 1980-81 - Coupe du Portugal (0) - Meilleure performance : Finaliste (2002-03) - Coupe de la Ligue (0) - Meilleure performance : 4e tour (2007-08), 2e ph. groupes (2009-10) - Supercoupe du Portugal (0) - Meilleure performance : Finaliste (2003) Compétitions disparues - Coupe Ribeiro dos Reis (0) - Meilleure performance : Phase de groupes (1970-71) | Compétitions actuelles - Coupe UEFA / Ligue Europa (0) - Meilleure performance : 1er tour (2003-04, 2007-08) Compétitions disparues - Coupe Intertoto (0) - Meilleure performance : Vainqueur (2007) | - Championnat de 1re division de l'AF Leiria (1) - Champion : 1967-68 |

### Bilan sportif
À l'issue de la saison 2011-2012, l'UDL totalise 18 participations au championnat du Portugal de première division, et 18 participations dans l'ancienne deuxième division et de 6 participations en deuxième division. Ainsi, le club leiriense se
place au 19e rang au classement général de première division, établi par la Ligue portugaise de football professionnel.
| Championnat                       | Saisons | Titres | J   | G   | N   | P   | Bp  | Bc  | Diff |
| --------------------------------- | ------- | ------ | --- | --- | --- | --- | --- | --- | ---- |
| Primeira Divisão (1979-2012)      | 18      | 0      | 584 | 184 | 159 | 241 | 620 | 771 | -151 |
| Liga de Honra (1990-2009)         | 6       | 1      | 204 | 94  | 56  | 54  | 280 | 185 | +95  |
| Segunda Divisão (1970-1990)       | 18      | 1      | 584 | 255 | 154 | 175 | 812 | 636 | +176 |
| Barrages I/II Divisão (1984-1985) | 1       | —      | 6   | 1   | 1   | 4   | 3   | 13  | -10  |
| Terceira Divisão (1966-1970)      | 4       | 0      | 77  | 47  | 15  | 15  | 165 | 64  | +101 |

Sur le plan européen, l'União de Leiria apparaît en mai 2012 à la 127e place (et huitième club portugais) du classement du coefficient UEFA. Calculé d'après les performances des clubs dans les compétitions européennes lors des cinq dernières saisons, ce dernier est utilisé lors des tirages au sort des compétitions organisées par l'union des associations européennes de football. L'International Federation of Football History & Statistics établit par ailleurs un classement des meilleurs clubs mondiaux basé sur une étude statistique des résultats enregistrés. L'UDL apparaît à la 357e position, et septième club portugais, pour la décennie 2001-2010. Dans un classement établi par la Rec.Sport.Soccer Statistics Foundation selon les rencontres européennes de clubs depuis 1955, l'UDL est à la 494e place et le onzième club portugais du tableau à l'issue de la saison 2011-2012.
| Coupe                               | Saisons | Meilleure performance | J   | G  | N  | P  | Bp  | Bc  | Diff |
| ----------------------------------- | ------- | --------------------- | --- | -- | -- | -- | --- | --- | ---- |
| Coupe UEFA/Ligue Europa (2003-2008) | 2       | Premier tour          | 6   | 3  | 1  | 2  | 7   | 8   | -1   |
| Coupe Intertoto (1995-2007)         | 5       | Vainqueur (0)         | 16  | 7  | 4  | 5  | 21  | 16  | +5   |
| Coupe du Portugal (1968-2012)       | 44      | Finaliste             | 111 | 58 | 10 | 43 | 197 | 137 | +60  |
| Coupe de la Ligue (2007-2012)       | 5       | 2e phase de groupes   | 16  | 6  | 4  | 6  | 17  | 20  | -3   |
| Supercoupe du Portugal (2003)       | 1       | Finaliste             | 1   | 0  | 0  | 1  | 0   | 1   | -1   |
| Coupe Ribeiro dos Reis (1970-1971)  | 1       | Phase de groupes      | 8   | 6  | 0  | 2  | 20  | 8   | +12  |

### Records
La plus large victoire de l'União en première division date du 9 décembre 2001, face au SC Salgueiros (7-0). La plus grosse victoire à l'extérieur date du 13 septembre 2009 sur le terrain du Vitória Setúbal par un résultat sans appel (4-0). L'União a connu également quelques revers, tel que deux lourdes défaites à l'extérieur face au Boavista FC (0-5) le 26 novembre 1995, mais aussi face au CS Marítimo le 11 mai 1980. Les plus lourdes défaites à domicile se sont réalisées à cinq reprises, sur le même score de quatre buts à zéro. Face au CS Marítimo à la saison 1995-96, le FC Porto à la saison 1979-80, le Benfica Lisbonne à deux reprises aux saisons 2006-07 et 2011-12 et le CD Feirense durant la saison 2011-12.
En Coupe du Portugal, l'União de Leiria réalise sa plus belle victoire à domicile pendant l'édition 1979-80 de la coupe, face au Desportivo Castelo Branco (7-0). Le 23 novembre 2003, à l'extérieur l'UDL réalise sa plus belle victoire sur le terrain du Sporting Covilhã par une victoire de (4-0) au quatrième tour de la compétition. La plus grosse défaite du club à l'extérieur en coupe, date du 23 décembre 1994 sur le terrain du FC Porto sur une défaite (0-5). L'União subit sa meilleure défaite à domicile à deux reprises, face au Vitória Setúbal (1-4) durant l'édition 1971-72 et face au SC Beira-Mar (0-3) pendant l'édition 1988-89.
Sur la scène européenne, l'União de Leiria réalise sa plus belle victoire à domicile le 28 août 2003 face au nord-irlandais du Coleraine FC (5-0) pendant le match aller des pré-éliminatoires de la Coupe UEFA. À l'extérieur la plus grosse victoire du club s'est déroulée par trois buts d'écart, dans un premier temps le 15 juillet 1995 sur le terrain du Ton Pentre AFC (3-0), comptant pour la phase de groupes de la Coupe Intertoto. Neuf ans plus tard, l'União réalise une victoire (4-1) le 17 juillet 2004, contre les russes du FK Chinnik Iaroslavl comptant encore pour la Coupe Intertoto. Les leirienses compte aussi quelques défaites importantes, avec trois défaites à deux buts d'écarts, face au Molde FK (1-3), le 15 octobre 2003 comptant pour la Coupe UEFA, face au Hambourg SV (0-2), le 23 juillet 2005 comptant pour la Coupe Intertoto et le 20 septembre 2007 contre les Allemands du Bayer Leverkusen (1-3). La plus grande défaite du club en Europe, s'est déroulée le 22 juin 2002 face au estoniens du Levadia Tallinn (0-3). Le score étant fini par une victoire un but à zéro pour Leiria, l'utilisation sur le terrain du camerounais Roudolphe Douala n'étant pas qualifié pour disputer cette compétition, le Levadia se voit donc attribuer une victoire (3-0).
Toutefois les données des matches en championnat de l'União avant 1979 sont pas connues. Cependant on peut noter que l'União hors la première division, a enclencher sa plus grande victoire à domicile le 20 février 1988 contre le GD Mangualde (8-0) en deuxième division (zone centre) pendant l'édition 1988-89. La plus grosse victoire de Leiria à l'extérieur s'est déroulée le 24 mai 1998 face au FC Felgueiras (5-0) en clôture du championnat. L'UDL a subi également des lourdes défaites à l'extérieur, sur le score de (0-5) à quatre reprises face contre le CD Feirense (1988-89), contre le Caldas SC (1987-88), contre le O Elvas CAD (1985-86) et sur le score de (2-7) face au CD Feirense, le 29 décembre 1985.

## Identité visuelle

### Couleurs et maillots
Le maillot du Sporting Clube de Leiriense reprenait les couleurs verts et blanches du Sporting Portugal, or cela n'est pas repris par la suite avant la création de l'União.
En 1966, depuis sa création l'União de Leiria porte ses équipements toutes blanches. Le club a toujours représenté sa tunique blanche chaque saison qu'il a effectuée. Pendant la saison 1985-86, le club a porté la tunique bordeaux avec son short et les chaussettes blanches.
Pendant la saison 2007-2008 l'apparition de la couleur rouge-grenat apparait sur le maillot, mais la couleur blanche reste toujours aussi significative. La saison qui suit apparait cette fois la couleur bleu et marron qui mettent en évidence le maillot blanc. C'est le premier maillot de l'União ou apparait le bleu, qui est aussi bien représenté au maillot extérieur 2012-13 de l'União.
Le maillot de la saison 2012-13, marque la présence et le retour du rouge toujours présente avec sa couleur blanche dominante.

### Logos
Différents logos ont existé depuis la création du club en 1966. Un des anciens logos du club n'est autre que basique, représentant un ballon de football entouré d'une lettre U avec un fond vert. Cependant différents logos ont existé dans la vie du club, et dans le logo du club l'apparition de petites murailles d'un château, représentant celui du Château de Leiria. Les initiales UDL, représente l'União Desportiva de Leiria soit le nom complet du club.
L'apparition sur le logo vers le bas, est de couleur rouge et blanc, représentant les couleurs du drapeau de la ville. Ce dernier reprend également des armes qui se blasonnent  de gueules à la fleur de lys florencée d'argent. Plusieurs logos évoluent, mais cela reste pratiquement le même écusson. Depuis 2011, seul le sigle UDL est passée de rouge vers la couleur noire.

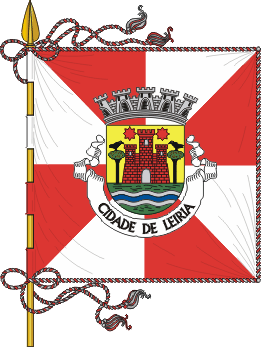
Drapeau de la ville de Leiria.
2011-2023
Depuis 2024.

## Joueurs et personnalités du club

### Présidents
Les présidents de l'União de Leiria depuis sa création restent à ce jour inconnues. En 1987, João Bartolomeu préside l'União pendant dix années, avec lui le club revivra la première division qu'elle n'avais plus savourer par le passée. Trois années plus tard, João Bartolomeu revient à la présidence du club, et reste douze années avec le club, ou il quitte la présidence laissant derrière l'União en difficultés financières, par la même occasion l'União quitte le football professionnel.
Le 15 juin 2012 est élu Manuel Mendes, en laissant derrière lui la présidence de Bartolomeu qui à diriger plus de vingt années. Fin juillet 2012, c'est Mário Cruz qui reprend en main la présidence en étant l'unique candidat pour reprendre le club.
| Rang | Nom             | Période   |
| ---- | --------------- | --------- |
| 1    | ?               |           |
| 2    | João Bartolomeu | 1987-1997 |
| 3    | ?               |           |

| Rang | Nom             | Période     |
| ---- | --------------- | ----------- |
| 4    | João Bartolomeu | 2000-2012   |
| 5    | Manuel Mendes   | 2012        |
| 6    | Mário Cruz      | Depuis 2012 |

### Entraîneurs[71]

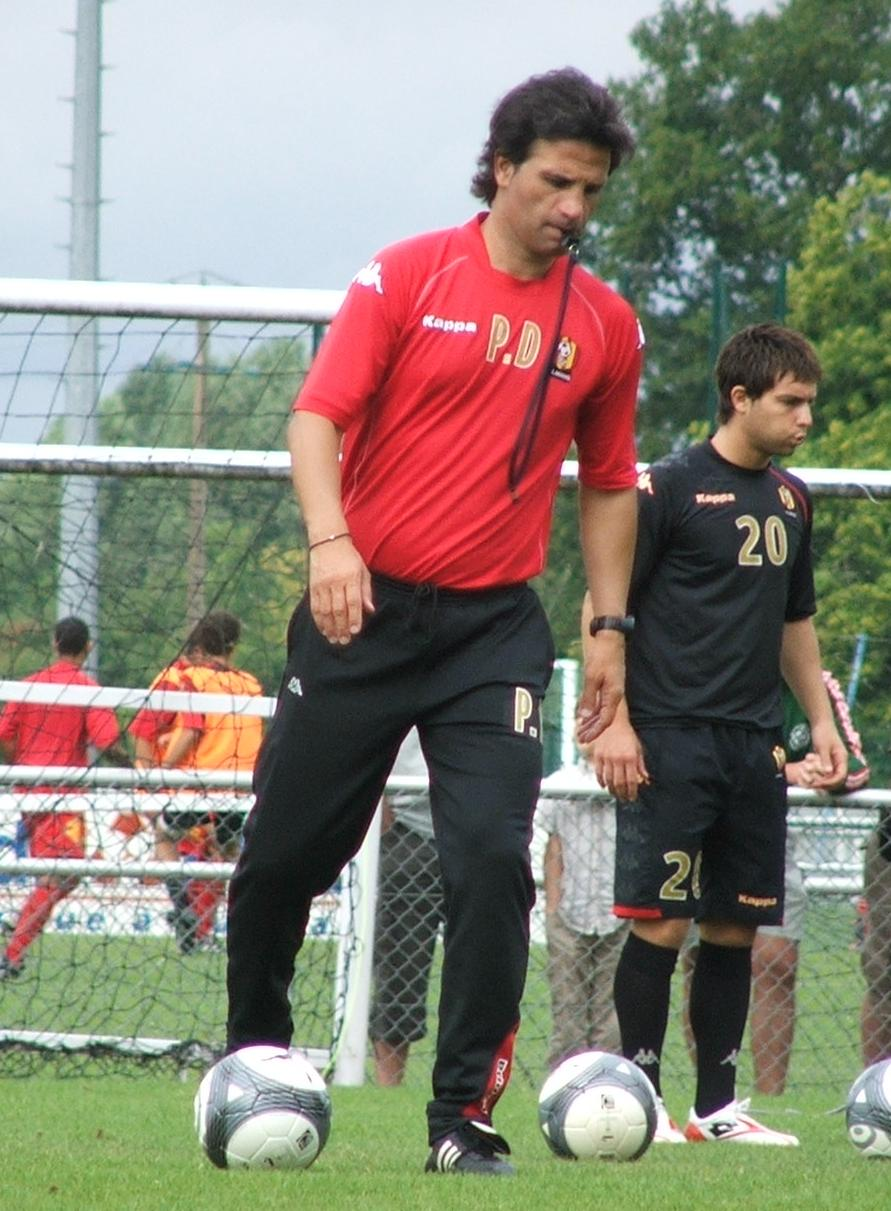
Paulo Duarte ici en 2009, entraîne l'UDL de novembre 2006 à novembre 2007.

Le Portugais António Saraiva est le premier entraîneur du club au début de la saison 1966-1967. Les entraîneurs qui succèdent reste encore inconnues, cependant l'espagnol Miguel Bertral permet à Leiria de rejoindre la deuxième division nationale. Par la suite Félix Mourinho permet à Leiria, d'obtenir la promotion en première division pour la saison 1979-1980. Fernando Peres est limogé en cours de saison pour laisser place à Fernando Tomé mais ne peut éviter la relégation.
Par la suite l'UDL, porte une succession d'entraîneurs et Fernando Tomé reviens au poste d'entraîneur en 1980. Fernando Tomé y revient lui aussi mais pendant l'année 1982. Pendant la période de l'União en deuxième division, Jerónimo prend les rênes de l'União pendant la saison 1984-1985. Félix Mourinho entraîne de nouveau l'UDL pendant la saison 1987-1988. Par la suite Manuel Cajuda permet à l'UDL de retrouver la première division à la suite de la promotion du club pendant la saison 1993-1994. L'União, connait par la suite une très grande successions d'entraîneurs aux commandes du club, principalement portugais.
La saison 1996-1997 est marquée, par plusieurs entraîneurs présents dans l'enceinte leiriense. Vítor Manuel fait un mauvais début de saison, qui le fait limoger en cours de saison. La reprise du club par Eurico Gomes et Quinito ne puissent permettre à Leiria de sauver son championnat, et donc la relégation. Vítor Oliveira prend l'effectif du club pour la deuxième division, et permet à Leiria de finit titré et ainsi de retrouver l'élite du football portugais.
Les années qui suivent l'União de Leiria connait ses plus belles saisons, Manuel José réalise même deux saisons avec l'União de 1999 à 2001. Le fils de Félix Mourinho, José Mourinho prend également les rênes du club avant de partir en cours de saison vers le FC Porto. Les mauvais résultats de Mário Reis qui prend l'équipe en cours de route permet à Vítor Pontes de finir la saison avec l'équipe. La saison 2002-2003, marque sans doute la plus belle saison de l'UDL avec une finale en coupe nationale et une belle cinquième place commandé par Manuel Cajuda qui a déjà fait les beaux jours de Leiria en obtenant la promotion en première division par le passée.
Vítor Pontes reprend en main l'União deux saisons par la suite. Cependant sous la présidence de João Bartolomeu, les entraîneurs se succèdent les uns après les autres. On peut noter la présence de Jorge Jesus ou encore de Domingos Paciência en tant qu'entraîneur principal. Pendant la saison 2007-2008, le club ne peut éviter la relégation une nouvelle fois sous les commandes de Paulo Duarte et de Vítor Oliveira. Le mauvais début de saison en seconde division de Vítor Pontes facilite son départ, et sous les commandes de Manuel Fernandes réalise une très belle fin de saison en réalisant la montée dans les ultimes journées de championnat.
Les difficultés financières apparaissent, malgré la nomination de Lito Vidigal (un des rares entraîneurs étrangers) nommées à l'União. Les résultats manquent malgré le retour de Manuel Cajuda à l'União. À la fin de la saison 2011-2012, le club quitte le football professionnel, et c'est Ricardo Moura qui prend en main la nouvelle équipe pendant la saison 2012-2013, qui dispute alors la troisième division nationale.
| Rang | Nom                | Période   |
| ---- | ------------------ | --------- |
| 1    | António Saraiva    | 1966-1967 |
|      | ?                  |           |
|      | Miguel Bertral     | 1969-1970 |
|      | Iosif Fabian       | 1977-1978 |
|      | Félix Mourinho     | 1978-1979 |
|      | Fernando Peres     | 1979-1980 |
|      | Fernando Tomé      | 1980      |
|      | Pedro Gomes        | 1980-1981 |
|      | Manuel de Oliveira | 1981-1982 |
|      | Fernando Tomé      | 1982      |
|      | José Rocha         | 1982-1983 |
|      | ?                  |           |
|      | ?                  |           |
|      | Jerónimo           | 1986-1987 |
|      | Félix Mourinho     | 1987-1988 |
|      | ?                  |           |
|      | José Dinis         | 1989      |
|      | Vieira Nunes       | 1989-1990 |

| Rang | Nom               | Période              |
| ---- | ----------------- | -------------------- |
|      | Eurico Gomes      | 1990                 |
|      | Quinito           | 1990                 |
|      | Amândio Barreiras | 1990-1992            |
|      | Luis Campos       | 1992-sept. 1993      |
|      | Manuel Cajuda     | sept. 1993-1994      |
|      | Vítor Manuel      | 1994-oct. 1996       |
|      | Eurico Gomes      | oct. 1996-janv. 1997 |
|      | Quinito           | janv. 1997-1997      |
|      | Vítor Oliveira    | 1997-1998            |
|      | Mário Reis        | 1998-1999            |
|      | Manuel José       | 1999-2001            |
|      | José Mourinho     | 2001-janv. 2002      |
|      | Mário Reis        | janv. 2002-mars 2002 |
|      | Vítor Pontes      | mars 2002-2002       |
|      | Manuel Cajuda     | 2002-2003            |
|      | Vítor Pontes      | 2003-2005            |
|      | José Gomes        | 2005-sept. 2005      |

| Rang | Nom                | Période              |
| ---- | ------------------ | -------------------- |
|      | Jorge Jesus        | oct. 2005-2006       |
|      | Domingos Paciência | 2006-nov. 2006       |
|      | Paulo Duarte       | nov. 2006-nov. 2007  |
|      | Vítor Oliveira     | nov. 2007-2008       |
|      | Paulo Alves        | 2008-nov. 2008       |
|      | Manuel Fernandes   | nov. 2008-oct. 2009  |
|      | Lito Vidigal       | oct. 2009-2010       |
|      | Pedro Caixinha     | 2010-sept. 2011      |
|      | Vítor Pontes       | sept. 2011           |
|      | Manuel Cajuda      | oct. 2011-mars 2012  |
|      | José Dominguez     | mars-juil. 2012      |
|      | Ricardo Moura      | juil. 2012-juin 2013 |
|      | Luis Bilro         | 2013                 |
|      | Rui Rodrigues      | 2013-2014            |
|      | Jorge Casquilha    | déc. 2014-mars 2016  |
|      | ?                  |                      |
|      | Rui Amorim         | janv. 2017-          |

### Joueurs

#### Internationaux portugais

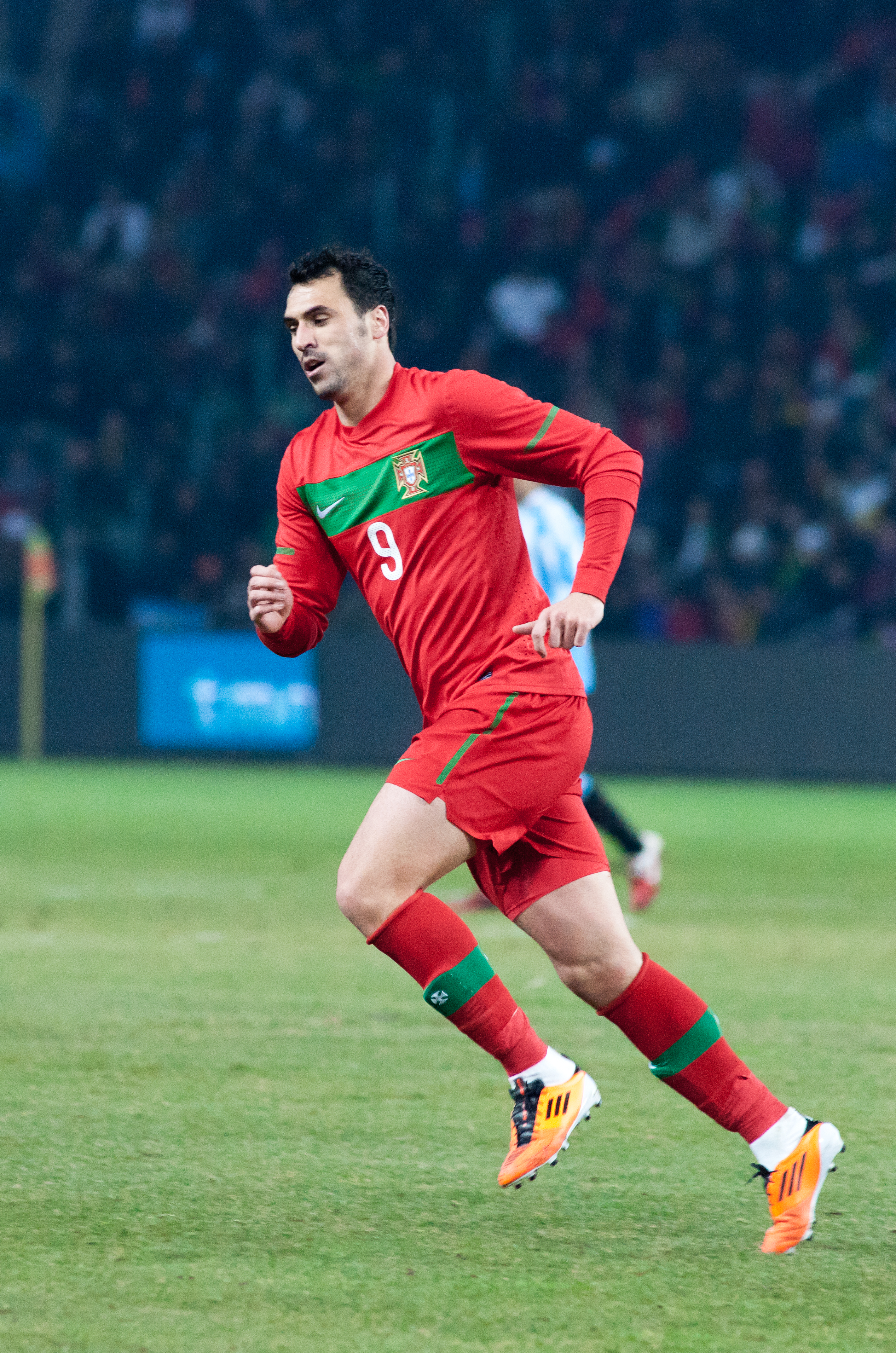
Hugo Almeida sous le maillot de l'équipe du Portugal.

Très peu de joueurs de l'União de Leiria ont portée le maillot de la sélection lors d'un passage au club. Hugo Porfírio est le premier joueur leiriense à être appelée en équipe nationale. Venu par prêt du Sporting Portugal à la fin de sa saison, il dispute une rencontre des jeux olympiques qui s'est déroulée aux États-Unis. De plus il participe une rencontre avec l'équipe nationale pour disputer un match de groupes de l'Euro 1996 en Angleterre.
Le milieu Silas auteur d'une belle saison de trente deux rencontres pour huit buts inscrits, fait part à trois matchs amicaux avec la sélection nationale durant l'année 2003.
L'attaquant Hugo Almeida alors prêté une demi-saison par le FC Porto parvient à participer à sa première sélection le 18 février 2004 en amical face à l'Angleterre (1-1).
Le tableau suivant donne la liste actualisée au 2 novembre 2012 des joueurs de l'UDL en équipe du Portugal, le nombre de sélections et la période correspondante, ainsi que le nombre total de sélections durant la carrière du joueur.
| Joueur        | Sélections | Période | Sél. (total) |
| ------------- | ---------- | ------- | ------------ |
| Hugo Porfírio | 2          | 1996    | 3            |
| Silas         | 3          | 2003    | 3            |

| Joueur       | Sélections | Période   | Sél. (total) |
| ------------ | ---------- | --------- | ------------ |
| Hugo Almeida | 1          | 2004      | 45           |
| Total        | 6          | 1996-2004 | 51           |

## Soutien et image

### Rivalités
Depuis sa création l'União connait une grande rivalité avec son voisin l'AC Marinhense avec qui il dispute le podium de la série en troisième division 1966-67. La saison 1968-69, l'União et l'AC Marinhense sont à la lutte pour la première place du championnat. À deux points derrière est présente le GD Nazarenos qui vient titiller les deux leaders du général. Pendant la saison 1970-71, pour sa grande première en deuxième division l'União apparait dans la zone nord et finit troisième à quelques points de l'AC Marinhense. Dès la création la rivalité est forte entre ces deux clubs.
Pendant la saison 1971-72, apparait le GD Peniche qui se classe parmi le trio de tête en deuxième division, en prenant la deuxième place avec cinq points d'avances sur l'União de Leiria. Les saisons qui suivent le GD Peniche, l'AC Marinhense et l'União de Leiria sont les uniques représentants de la région en deuxième division. Le Caldas SC s'invite à la rivalité en leur infligeant même leur plus lourde défaite à l'extérieur.
Les rencontres entre l'União et le SC Leiria e Marrazes se sont déroulées peu de fois, mais le « derby de Leiria » ne s'est déroulé qu'une saison, tout fraichement promu le SC Leiria e Marrazes se retrouve relégable en fin de saison 77-78 de deuxième division. L'União a réalisé quelques rencontres en championnat face à un autre club de la région, le Ginásio de Alcobaça.
L'União affronte également l'UR Mirense trois saisons à la fin des années 1980 en deuxième division. Une nouvelle réalité est née avec l'Académica de Coimbra durant les années 1990 et 2000. Étant à la lutte pour la montée de deuxième division au début des années 1990 et en étant les deux seuls clubs du centre en première division dans les années 2000. Considérée par les médias comme le « derby de la zone centre », les deux clubs ont pendant de nombreuses saisons disputer la première division.
Depuis leur retour en troisième division, l'União croise le CD Fátima, avec qui l'União dispute une petite rivalité géographique, envers qui la ville de Leiria et de Fátima tire de forts liens notamment religieux.

## Autres équipes

### Équipe réserve
L'équipe réserve a été créée à l'issue de la saison 2012-2013. Cela sert de tremplin vers l'équipe première pour les jeunes de l'équipe junior, mais aussi par des footballeurs de la région. Elle est entraînée par Bilro ancien joueur de l'équipe et aussi ancien international de l'équipe du Portugal de beach soccer. Son terrain habituel à domicile est à l'Estádio Dr. Magalhães Pessoa, qui étrangement n'est pas utilisée par l'équipe principale à la suite de problèmes financiers.
Pour la saison 2012-2013, le club évolue dans la première division de la zone sud, de l'AF Leiria qui correspond au sixième niveau dans la hiérarchie du football au Portugal. Présente dans ce groupe depuis la saison 2012-2013, la réserve de l'UDL dispute sa première saison.

### Équipes de jeunes

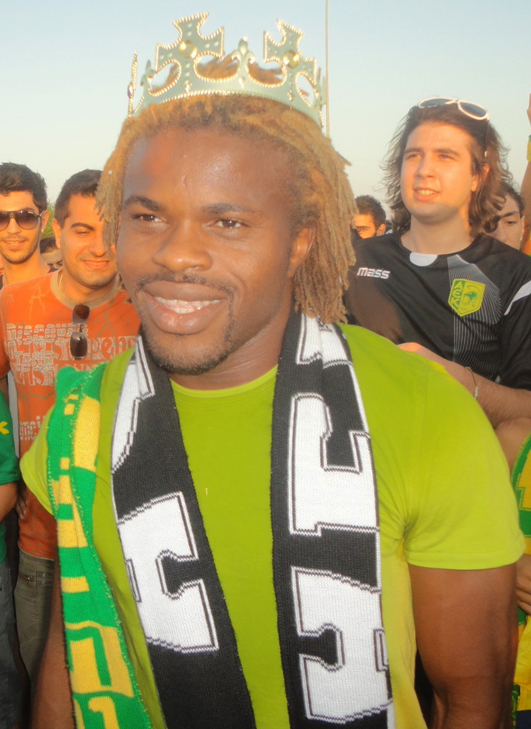
L'international nigérian Sunny Kingsley, ici en 2010 formé à l'União de Leiria

L'UDL possède neuf formations de jeunes, de l’école de football aux juniors. En 2012-2013, les U19 et les U17, rassemblant respectivement les joueurs de moins de 19 ans et les joueurs de moins de 17 ans du club leiriense, évoluent dans leur championnat national respectif,.
Les U19 participent depuis plusieurs années au championnat national. Le palmarès de l'équipe reste vierge, cependant les dernières années l'équipe est présente en phase finale des barrages de champion national, mais sur les deux dernières saisons l'União de Leiria finit huitième et bon dernier,.
De nombreux joueurs sont passés dans les catégories jeunes, on peut citer deux internationaux tel que l'Angolais Francisco Zuela, le Nigérian Sunny Kingsley ou encore les anciens internationaux espoirs portugais Roçadas et Nuno Laranjeiro.